# Aerobni organizam
Aerobni organizam ili aerob je organizam koji može da opstane i raste u kiseoničnom okruženju. U kontrastu s tim, anaerobni organizam (anaerob) je svaki organizam kome nije neophodan kiseonik za rast. Neki anaerobi negativno reaguju, čak i umiru, ako je prisutan kiseonik.

## Tipovi
- Obligatnim aerobima je neophodan kiseonik da rastu. U procesu poznatom kao ćelijska respiracija, ovi organizmi koriste kiseonik da oksiduju supstrate (na primer šećere i masti) i generišu energiju.[3]
- Fakultativni anaerobi koriste kiseonik ako je dostupan, ali isto tako poseduju anaerobne metode produkcije energije.[2]
- Mikroaerofilima je neophodan kiseonik za produkciju energije, ali im štete atmosferske koncentracije kiseonika (21% {\displaystyle {\ce {O2}}}).[3]
- Aerotolerantni anaerobi ne koriste kiseonik, ali im kiseonik ne šteti.[3]

Kad jedan organizam ima sposobnost opstanka u kiseoničnom i anaerobnom okruženju, Pasterov efekat se može koristi za razlikovanje između fakultativnih anaeroba i aerotolerantnih organizama. Ako organizam koristi fermentaciju u anaerobnom okruženju, dodatak kiseonika će uzrokovati da fakultativni anaerobi suspenduju fermentaciju i počnu da koriste kiseonik za respiraciju. Aerotolerantni organizmi moraju da nastave fermentaciju u prisustvu kiseonika.

## Glukoza
Dobar primer je oksidacija glukoze (monosaharida) u aerobnoj respiraciji.
Kiseonik se koristi tokom oksidacije glukoze i formira se voda.
Ova jednačina je zbir serije od tri procesa: glikolize, Krebsovog ciklusa, i oksidativne fosforilacije.

## Literatura
- Hentges, D. J. (1996). „17: Anaerobes:General Characteristics”.  Ур.: Baron S. Medical Microbiology (4 изд.). Galveston, Texas: University of Texas Medical Branch at Galveston. Приступљено 24. 7. 2016.